# Nerf interosseux de la jambe
Le nerf interosseux de la jambe (ou nerf du ligament interosseux de la jambe de Fischer) est un nerf mixte de la jambe.

## Origine
Le nerf interosseux de la jambe nait du nerf tibial au niveau de la fosse poplitée.

## Trajet
Le nerf interosseux de la jambe descend sur la face postérieure du muscle poplité en lui fournissant un rameau musculaire.
Il donne également des rameaux vasculaires et articulaires pour l'articulation tibio-fibulaire proximale. Il pénètre ensuite dans l'épaisseur de la membrane interosseuse de la jambe jusqu'à son extrémité distale.
Il se termine en innervant le muscle tibial postérieur et le périoste du tibia et de la fibula.